# Allan King
Pour les articles homonymes, voir King.
Allan King est un réalisateur, producteur et scénariste canadien né le 6 février 1930 à Vancouver et mort le 15 juin 2009.

## Filmographie

### comme réalisateur
- 1956 : Skid Row
- 1957 : The Pemberton Valley
- 1960 : Rickshaw (TV)
- 1960 : Interview with Orson Welles (TV)
- 1961 : A Matter of Pride (TV)
- 1962 : Dreams (TV)
- 1963 : The Field Day
- 1963 : Joshua: A Nigerian Portrait (TV)
- 1964 : Running Away Backwards
- 1967 : Children in Conflict: A Talk with Irene
- 1967 : Warrendale (en)
- 1969 : A Married Couple
- 1973 : Come on Children
- 1974 : Red Emma (TV)
- 1977 : Maria (TV)
- 1977 : Who Has Seen the Wind
- 1978 : One Night Stand (TV)
- 1981 : Silence of the North (en)
- 1985 : Tucker and the Horse Thief (TV)
- 1985 : Alfred Hitchcock présente (Alfred Hitchcock Presents) (série télévisée)
- 1986 : The Last Season
- 1987 : Vendredi treize (Friday the 13th) (série télévisée)
- 1989 : Termini Station (en)
- 1989 : Les Contes d'Avonlea (Road to Avonlea) (série télévisée)
- 1992 : By Way of the Stars (en) (feuilleton TV)
- 1998 : The Dragon's Egg (TV)
- 1998 : Leonardo: A Dream of Flight (TV)
- 1999 : Destins croisés (Twice in a Lifetime) (série télévisée)
- 2003 : Dying at Grace
- 2005 : Memory for Max, Claire, Ida and Company
- 2006 : EMPz 4 Life

### comme producteur
- 1967 : Warrendale (en)
- 1969 : A Married Couple
- 1973 : Come on Children
- 1978 : One Night Stand (TV)
- 1983 : Who's in Charge? (TV)
- 1989 : Termini Station (en)
- 1998 : The Dragon's Egg (TV)
- 2003 : Dying at Grace
- 2005 : Memory for Max, Claire, Ida and Company
- 2006 : EMPz 4 Life

### comme scénariste
- 1961 : A Matter of Pride (TV)
- 1962 : Dreams (TV)

## Littérature secondaire
- Allan King: Filmmaker, éd. par  Seth Feldman, Indiana University Press 2002,  (ISBN 0968913210)